# Ramaz Čočišvili
Ramaz Čočišvili (gruzínsky: რამაზ ჩოჩიშვილი), (* 14. listopadu 1975 Gori, Sovětský svaz) je bývalý reprezentant Gruzie a krátce i Ukrajiny v judu.
Jeho otec Šota se stal v roce 1972 olympijským vítězem v judu. Podobně jako on se specializoval na kategorii bez rozdílu vah.
V roce 1996 se pokoušel kvalifikovat se na olympijské hry v barvách Ukrajiny. Nezadařilo se mu a tak se vrátil zpátky domů. Na olympijské hrách nikdy nestartoval

## Výsledky
| Turnaj                               |      |      | Ukrajina |      |      |      |      |      |      |      |
| Turnaj                               | 1994 | 1995 | 1996     | 1997 | 1998 | 1999 | 2000 | 2001 | 2002 | 2003 |
| ------------------------------------ | ---- | ---- | -------- | ---- | ---- | ---- | ---- | ---- | ---- | ---- |
| Mistrovství světa + bez rozdílu vah  | -    | dns  | -        | dns  | -    | úč.  | -    | dns  | -    | dns  |
| Mistrovství světa + bez rozdílu vah  | -    | dns  | -        | dns  | -    | dns  | -    | 5.   | -    | úč.  |
| Mistrovství Evropy + bez rozdílu vah | úč.  | dns  | úč.      | dns  | úč.  | dns  | úč.  | dns  | dns  | dns  |
| Mistrovství Evropy + bez rozdílu vah | dns  | dns  | 3.       | dns  | 7.   | 5.   | dns  | 3.   | dns  | 3.   |
| MS juniorů                           | úč.  | -    | -        | -    | -    | -    | -    | -    | -    | -    |
| ME juniorů                           | úč.  | 3.   | -        | -    | -    | -    | -    | -    | -    | -    |